# Sierra de Alcarama
Sierra de Alcarama är ett berg i Spanien.   Det ligger i provinsen Provincia de Soria och regionen Kastilien och Leon, i den nordöstra delen av landet, 220 km nordost om huvudstaden Madrid. Toppen på Sierra de Alcarama är 1 517 meter över havet, eller 321 meter över den omgivande terrängen. Bredden vid basen är 10,4 km.
Terrängen runt Sierra de Alcarama är huvudsakligen kuperad. Runt Sierra de Alcarama är det mycket glesbefolkat, med 2 invånare per kvadratkilometer. Närmaste större samhälle är Cervera del Río Alhama, 13,6 km öster om Sierra de Alcarama. Omgivningarna runt Sierra de Alcarama är i huvudsak ett öppet busklandskap.